# NGC 5646
NGC 5646 est une vaste galaxie spirale barrée située dans la constellation du Bouvier. Sa vitesse par rapport au fond diffus cosmologique est de 8 746 ± 13 km/s, ce qui correspond à une distance de Hubble de 129,0 ± 9,0 Mpc (∼421 millions d'al). NGC 5646 a été découverte par l'astronome français Édouard Stephan en 1881.
La classe de luminosité de NGC 5646 est II et elle présente une large raie HI. Selon la base de données Simbad, NGC 5646 est une galaxie LINER, c'est-à-dire une galaxie dont le noyau présente un spectre d'émission caractérisé par de larges raies d'atomes faiblement ionisés.
À ce jour, une mesure non basée sur le décalage vers le rouge (redshift) donne une distance d'environ 90,800 Mpc (∼296 millions d'al). Cette valeur est nettement à l'extérieur des valeurs de la distance de Hubble. Notons cependant que c'est avec la valeur moyenne des mesures indépendantes, lorsqu'elles existent, que la base de données NASA/IPAC calcule le diamètre d'une galaxie et qu'en conséquence le diamètre de NGC 5646 pourrait être d'environ 60,0 kpc (∼196 000 al) si on utilisait la distance de Hubble pour le calculer.